# El hombre de las sombras
El hombre de las sombras (The Tall Man en V.O) es una película de suspense franco-canadiense de 2012 escrita y dirigida por Pascal Laugier y protagonizada por Jessica Biel.
El rodaje tuvo lugar en la región de Kootenay, al sur de Columbia Británica.

## Argumento
En la localidad minera de Cold Rock llevan produciéndose desapariciones de niños desde hace varios años sin que los vecinos de la zona hayan vuelto a saber nada de ellos. Este suceso guarda relación con una leyenda urbana en la que un "hombre emerge de las sombras" para llevarse a los infantes. Sin embargo, el mito se vuelve realidad para Julie (Jessica Biel) después de que un asaltante irrumpa en su hogar y rapte a su hijo David (Jakob Davies). A esto hay que sumar la nula colaboración de sus vecinos y del Sheriff Chestnut (William B. Davis).

## Reparto
- Jessica Biel es Julia Denning.
- Jodelle Ferland es Jenny Weaver.
- Stephen McHattie es Tte. Dodd
- Jakob Davies es David Johnson.
- William B. Davis es Sheriff Chestnut.
- Samantha Ferris es Tracy.
- Eve Harlow es Christine.
- Teach Grant es Steven.

## Producción
Jessica Biel declaró sentir admiración por los trabajos de Laugier, entre los que se encuentra Mártires y alabó los giros inesperados de la trama de El hombre de las sombras. La producción empezó en septiembre de 2010 siendo el primer filme en inglés del cineasta.

## Recepción
Fue estrenado en 2012 en el South by Southwest Festival bajo la distribuidora Image Entertainment.
En cuanto a las críticas, estas fueron dispares. Desde Rotten Tomatoes obtuvo un 48% de nota de un total de veinticinco reseñas, en las que se valoró positivamente el film con una media de 5,2/ de 10. Mark Olsen del Los Angeles Times alabó la actuación de Biel, no así el argumento de la película. Jeanette Catsoulis de The New York Times comparó la producción con los primeros trabajos del novelista Stephen King.
Por otro lado, Chris Packhman de The Village Voice tildó la trama de "predecible y decepcionante". Idénticas palabras vinieron de Scott Tobias de A.V. Club, quien puntuó el filme con un suficiente. Scott Weinberg fue crítico tanto con la trama como con la actriz.